# Los Leones (película)
Los Leones es una película dominicana de 2019 dirigida por Frank Perozo y protagonizada por Ozuna, Raymond Pozo, Miguel Céspedes, Clarissa Molina, Candy Flow y Stephany Liriano. Es la secuela del filme Qué León, estrenado en 2018 y dirigido por Perozo.

## Sinopsis
Nicole (Clarissa Molina) y José Miguel (Ozuna) viven felices en Nueva York. Sin embargo, los extraños comportamientos de José Miguel hacen sospechar a Nicole de una infidelidad, por lo que tendrá que utilizar todas las herramientas disponibles para descubrirlo. Por si fuera poco, su padre le anuncia que se casará con una mujer mucho más joven que él.

## Reparto

### Protagonistas
- Ozuna como José Miguel León
- Clarissa Molina como Nicole León

### Elenco Principal
- Raymond Pozo como Don Camilo León
- Miguel Céspedes como Tito León
- Celinés Toribio como Dalila de León
- Stephany Liriano como Daniela León
- Candy Flow como Estefany
- Geraldine Bazán como Kala
- Reynaldo Pacheco como Enrique
- Anyelina Sánchez como Josefina
- Irvin Alberti como Coronel Liriano
- Roger Wasserman como Ramón
- Jorge "Molusco" Pabón como José "Masa" Rivera Serrano
- Jaime Mayol como Frederic

### Participaciones
- María Elisa Camargo como Elvira
- Frank Perozo como Sacerdote
- Oscar Carrasquillo como Cabo Báez
- Casper Smart como Señor Quinn
- Darlyn Portes